# Non-Stop New York
Non-Stop New York este un film SF britanic  din 1937 regizat de Robert Stevenson. În rolurile principale joacă actorii John Loder, Anna Lee, Francis L. Sullivan. Scenariul este bazat pe romanul Sky Steward de Ken Attiwill.

## Distribuție
- John Loder ca Inspector Jim Grant[3]

- Anna Lee ca Jennie Carr.
- Francis L. Sullivan ca Hugo Brant, sau "General Costello"
- Frank Cellier ca Sam Pryor,  bookmaker
- Desmond Tester ca Arnold James, violin child prodigy
- Athene Seyler ca Aunt Veronica
- William Dewhurst ca Mortimer
- Drusilla Wills ca Dna. Carr, mama lui Jennie
- Jerry Verno ca Steward
- James Pirrie ca Billy Cooper
- Ellen Pollock ca Miss Harvey
- Arthur Goullett ca Abel
- Peter Bull ca Spurgeon
- Tony Quinn ca Harrigan
- H. G. Stoker - Căpitan